# Od (lok)
Od-loken var en serie elektrolok inom Statens Järnvägar (SJ) med axelföljden D, som användes vid Malmbanan från år 1922. Od-loken användes i första hand för växling av malmvagnar, men användes även för att dra godståg. Två multipelkopplade Od-lok var även kapabla att dra malmtåg med vagnvikter på 1248 ton mellan Kiruna och Riksgränsen inom loppet av 3 timmar och 20 minuter. Od-loken tillverkades av Aktiebolaget Svenska Järnvägsverkstäderna (ASJ). Huvudentreprenör var Allmänna Svenska Elektriska Aktiebolaget (ASEA) som också levererade lokets elektriska utrustning. Totalt 10 lok färdigställdes och levererades till SJ under 1922. Slopning skedde under perioden 1957-68, och år 1970 var samtliga Od-lok skrotade. Fotografier på Od-lok finns publicerade hos Digitalt Museum, se Externa länkar.

## Tekniska data
Loket hade två stycken seriekopplade 565 hk kommutatormotorer som var mekaniskt sammankopplade till en gemensam reduktionsväxel. Reduktionsväxeln överförde kraften till en blindaxel, vars blindhjul i sin tur överförde kraften till drivhjulen via koppelstänger. Den största tillåtna vagnvikten uppgick till mellan 600 och 700 ton beroende på vilken del av Malmbanan Od-loken opererade. Två Od-lok kunde köras multipelkopplade. Lokkorgen var byggd i trä och beklädd med teakpanel, en design som senare återkom i Pb-, Oe-, Of- och de tidiga D-loken. Värdena i tabellen, utom axeltrycket, är enligt Svenska Ellok. Axeltrycket är enligt Kungliga Järnvägsstyrelsen, som också anger en dragkraft på 24 ton. Svenska Ellok baserar sitt dragkraftsvärde på maximalt tillåten motorström.
| PRESTANDA   | PRESTANDA   | PRESTANDA     | DRIVMOTORER | DRIVMOTORER  | DRIVMOTORER | DRIVMOTORER       | DIMENSIONER  | DIMENSIONER       | DIMENSIONER | VIKTER        | VIKTER          | VIKTER      | SPÅRVIDD & AXELANORDNING | SPÅRVIDD & AXELANORDNING |
| TIM- EFFEKT | DRAG- KRAFT | MAX HASTIGHET | ANTAL       | BETECK- NING | UTVÄX- LING | UTVÄXL.- FÖRHÅLL. | DRIV- HJUL Ø | LÄNGD Ö BUFFERTAR | HJUL- BAS   | TJÄNSTE- VIKT | ADHESIONS- VIKT | AXEL- TRYCK | SPÅR- VIDD               | AXEL- ANORDNING          |
| 1130 hk     | 20 ton      | 60 km/h       | 2           | SJ 1303      | 28:107      | 1 : 3,82          | 1350 mm      | 11250 mm          | 6350 mm     | 69000 kg      | 69000 kg        | 17250 kg    | 1435 mm                  | D                        |

## Od-lokets elektriska system
Od-lokens elektriska utrustning levererades av ASEA. Via kontaktledningen matades huvudtransformatorns primärsida med nominellt 15 kV växelström, antingen med frekvensen 15 eller 16⅔ Hz. Varje lok hade två strömavtagare. På huvudtransformatorns sekundärsida fanns fyra spänningsuttag för drivmotorström, som via 12 kontaktorer kombinerades till 10 olika nivåer av drivmotorspänningar. Föraren styrde kontaktorerna via ett reglage, den s.k. kontrollern. Kontrollern hade 10 huvudlägen och ett s.k. halvläge för lågfartsmanövrering. Mellan varje huvudläge fanns ett övergångsläge som kopplade upp spänningen separat i ett eventuellt multipelkopplat Od-lok. På så sätt kunde föraren undvika alltför stora dragkraftssprång vid multipeldrift. Od-loket blev utrustad med elektrisk tågvärme år 1925, vilket antyder att loket även drog persontåg som bisyssla. Det finns fotografier på Od-lok som drar persontåg.

## Od-loket som snöröjare
En bisyssla Od-loken hade vintertid, var att skjuta en speciell snöslunga. Två snöslungor levererades 1924, varav en (SJ nr A-3) finns bevarad i driftsdugligt skick vid Norrbottens Järnvägsmuseum. Snöslungan har axelföljden 2’2’ och saknar därför egen framdrivning. Däremot har snöslungan en egen strömavtagare och transformator för att driva den elmotor som får själva ploghjulet att rotera. Drivmotorn till ploghjulet är en ASEA SJ 1303, dvs en likadan motor som drev själva Od-loken. Normalt roterar ploghjulet med 125 varv/minut, och som mest 175 varv/minut. Snöslungan är utrustad med en kontroller så att lokföraren kunde fjärrmanövrera det påskjutande Od-loket via en multipelkabel.